# Misjonarki św. Antoniego Marii Klareta
Misjonarki św. Antoniego Marii Klareta – zakon założony przez Sługę Bożą Matkę Leonię Milito i abp. Geraldo Fernandesa CMF.
Zgromadzenie ma swoje korzenie w Zgromadzeniu franciszkańskim Ubogich Córek św. Antoniego z Padwy, które w odpowiedzi na apel papieża o rozpoczęcie działalności misyjnej, wysłało 5 grudnia 1952 roku do Brazylii cztery siostry. W 1953 roku, wraz z przełożoną misji Matką Leonią Milito, wyjechała następna grupa.
Po zmianie zarządu generalnego, zgromadzenie podjęło decyzję o zaprzestaniu działalności misyjnej i o powrocie misjonarek. Matka Leonia, nie widząc niemożliwości porozumienia, zwróciła się o pomoc do władz kościelnych Brazylii. Została skierowana do ojca Geraldo Fernandesa CMF, opiekującego się siostrami zakonnymi w Brazylii. W 1957 roku o. Geraldo zostaje biskupem Londriny, a przez Nuncjusza Apostolskiego zostaje powołany do opieki nad siostrami.
19 marca 1958 roku Matka Leonia otrzymała pocztówkę od biskupa Geraldo, na której napisał: „Te Deum laudamus. Wszystko zostało załatwione z Sekretarzem do spraw instytutów zakonnych... Magnificat.” Dzień ten jest dniem założenia zgromadzenia.
22 sierpnia 1958 zgromadzenie zostało zaaprobowane przez Stolicę Apostolską jako Pobożne Zrzeszenie o nazwie Misjonarki św. Antoniego Marii Klareta. Matka Leonia została mianowana Przełożoną Generalną (funkcję tę pełniła do tragicznej śmierci w wypadku samochodowym 22 lipca 1980). 7 maja 1962 biskup Geraldo podniósł zrzeszenie do miana zgromadzenia na prawach diecezjalnych, a 22 sierpnia pierwsze dwadzieścia sześć sióstr złożyło śluby wieczyste.
31 maja 1967 roku zgromadzenie zostało zatwierdzone przez Stolicę Apostolską jako instytut życia apostolskiego na prawach papieskich. 8 grudnia 1975 roku Stolica Apostolska zatwierdziła nowy, po Soborze Watykańskim II, tekst Konstytucji.
19 marca 1998 roku bp Albano Cavallin rozpoczął w diecezji Londrina proces beatyfikacyjny założycielki, Matki Leonii Milito.
Siostry wykonują swoją pracę na polu duszpasterstwa misyjnego oraz zaangażowania w pracy duszpasterskiej przy parafiach: formacja świeckich pracujących przy parafiach, katecheza, animacja liturgiczna, duszpasterstwo młodzieży i rodzin, opieka nad dziećmi, osobami starszymi i chorymi.
Dom generalny znajduje się w Londrinie w Brazylii. Zgromadzenie posiada ponad 85 domów na pięciu kontynentach: w Europie (Włochy, Niemcy, Szwajcaria, Francja, Portugalia, Polska), w Afryce (Wybrzeże Kości Słoniowej i Gabon), w Ameryce Łacińskiej (Brazylia, Argentyna, Chile i Paragwaj), w Azji (Filipiny, Indie), w Oceanii (Australia). W Polsce istnieją dwa domy: Chrystusa Odkupiciela w Aleksandrii oraz Niepokalanego Serca Maryi w Białym Kościele.